# WDR Arkaden

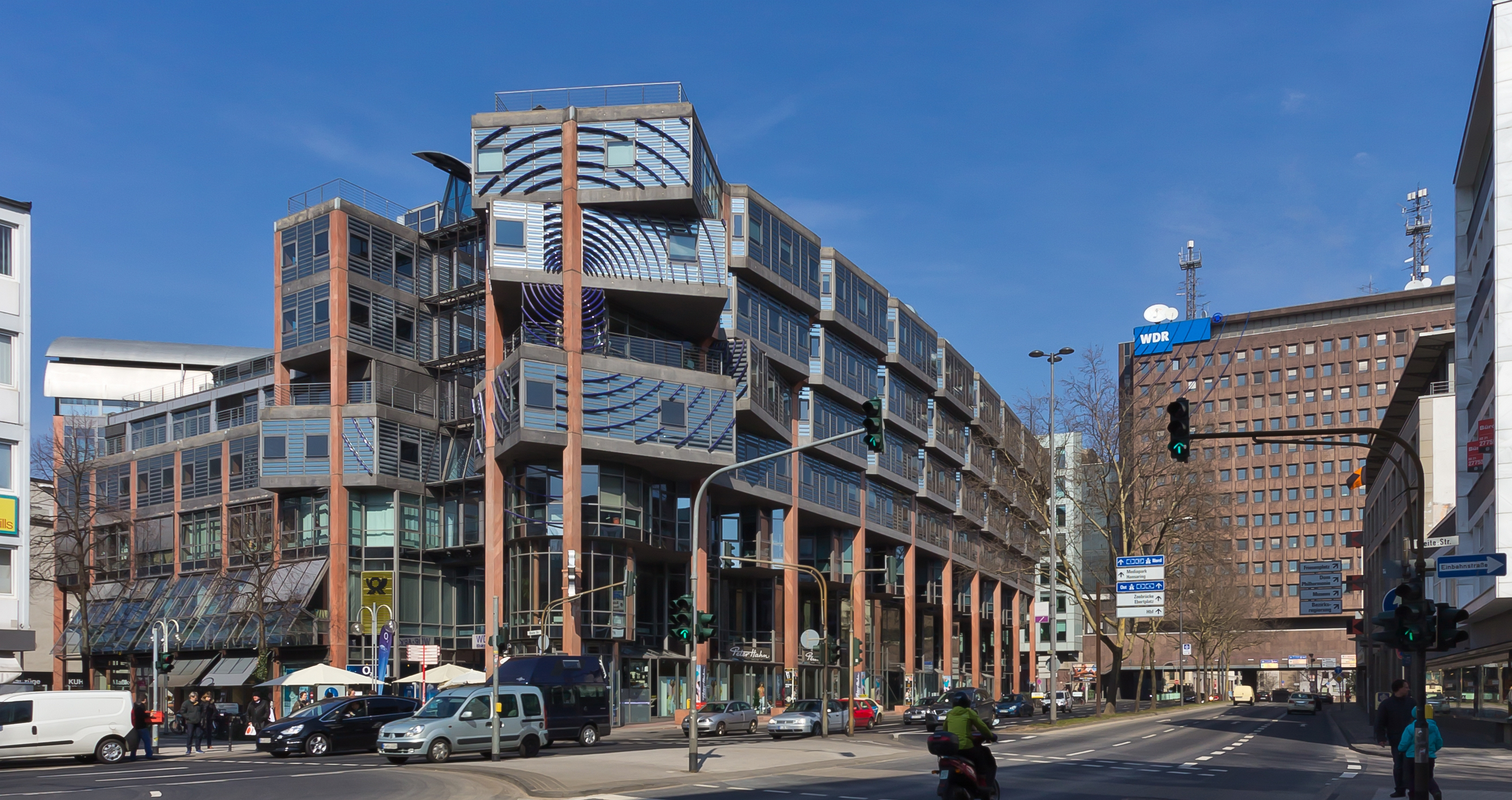
Nord-Süd-Fahrt - WDR Arkaden (maart 2013)

WDR Arkaden is de naam voor een WDR-gebouw in Keulen, gelegen in de wijk Altstadt-Nord aan de Nord-Süd-Fahrt/Breite Straße.

## Bouwplanning
De beschikbare ruimte kon de groei van de WDR niet bijhouden waardoor er nieuwbouw gepland werd, De WDR had in 1968 al een groot deel van het terrein met een oppervlakte van 1.680 m² aan de ord-Süd-Fahrt (waarvan het gedeelte Tunisstrasse heet) verworven van twee particulieren en de stad Keulen en had zich aanvankelijk verplicht om het grondstuk voor 31 maart 1980 te bebouwen. Vertragingen in de bouwplanning ontstonden met name door de onduidelijke stedenbouwkundige situatie met betrekking tot de Nord-Süd-Fahrt. Na verschillende verlengingen van de termijn besloot de gemeenteraad van Keulen in december 1987 dat de termijn voor het indienen van een bouwaanvraag niet opnieuw zou worden verlengd. Een bouwaanvraag van het stadsontwikkelings- en vastgoedontwikkelingsbedrijf “moderne stadt GmbH” werd in 1989 goedgekeurd door het stadsbestuur.

## Financiering
De bouwkosten van het gebouw werden niet door WDR zelf gefinancierd, zoals bij eerdere WDR-panden wel het geval was. Het bestuur gaf er de voorkeur aan dat de WDR optrad als ontwikkelaar en later als huurder van het gebouw, omdat het als openbare instelling geen gebruik kon maken van fiscale afschrijvingsmogelijkheden op het vastgoed. Verhuurder was de speciale vennootschap “Züblin Property Management Company mbH”, die speciaal voor dit doel werd opgericht, en het gebouw werd overgedragen aan de speciale vennootschap “Züblin Property Management Company mbH and Co. Fondsobjekt Köln KG”, die eigendom was van van bouwbedrijf Ed. Züblin AG en HL Hannover Leasing GmbH. Er werd een huurperiode van het gebouw van 20 jaar overeengekomen, waarna de WDR het gebouw kan kopen voor een prijs van 30,68 miljoen euro.

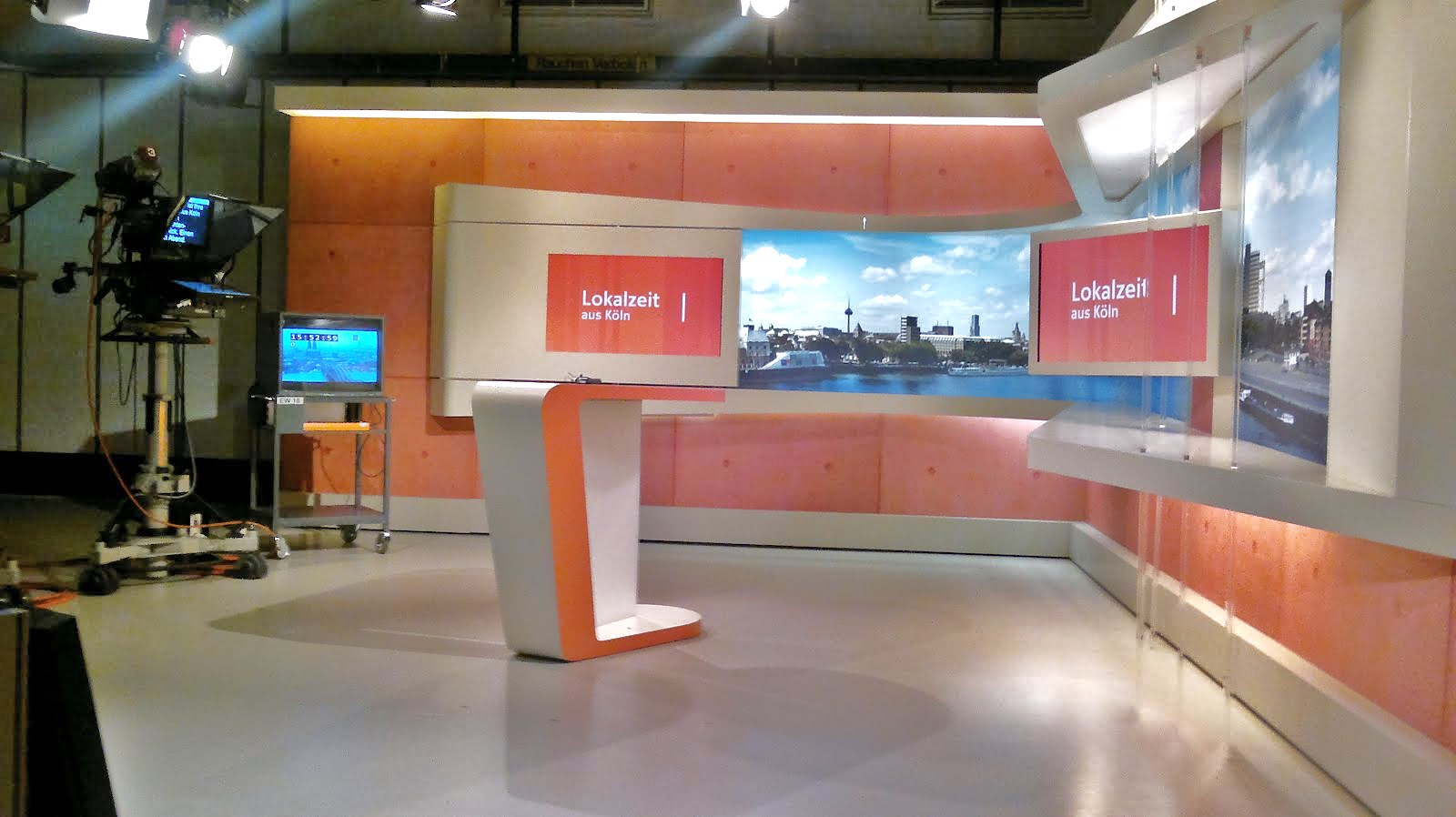
WDR Arkaden: Studio Lokalzeit Keulen

## Gebouw
In april 1991 nam Gottfried Böhm de bouwplanning over. Nadat de raad van bestuur van de WDR in augustus 1992 toestemming had gegeven, begonnen de graafwerkzaamheden in oktober 1993. Deze duurden tot april 1994 en leidden tot inzichten in de geschiedenis van de nederzetting van Keulen.
De eerste steen werd gelegd op 11 oktober 1994. Böhm ontwierp een rijk gestructureerde gevel met veel afwisseling van vormen. Het arcadeachtig ontwerp met kamerhoge beglazing gaf het gebouw zijn naam. Binnen in het gebouw bevindt zich een atrium met een glazen, cilindervormige koepel. Het gebouw is 70 meter lang en 17 meter breed. De feestelijke opening vond plaats op 22 oktober 1996.
Het zes verdiepingen tellende gebouw biedt onderdak aan 350 WDR-medewerkers die werken in de WDR-bibliotheek, de datadienst, het persarchief en het historisch archief. Deze diensten zijn op de tweede tot en met zesde verdieping gehuisvest. Sinds februari 2014 is hier ook de centrale nieuwsredactie voor alle nieuwsuitzendingen van de WDR-radioprogramma's gehuisvest. In de arcades bevindt zich ook de studio van WDR-Lokalzeit-Studio Köln.
De centrale kantine van de WDR bevindt zich op de eerste verdieping. Op de begane grond bevindt zich het winkelniveau, vormgegeven als een winkelgalerij, met een vloeroppervlakte van 28.000 m². De twee hoofdhuurders zijn Deutsche Post en de WDR-winkel “Maus & Co.”, die merchandising aanbiedt voor Maus-fans en Käpt'n Blaubär-liefhebbers. Een ondergrondse parkeergarage beschikt over 160 parkeerplaatsen.